# Motorway M180
La motorway M180 è un'autostrada del Regno Unito che collega Thorne a Elsham. L'autostrada è lunga 40,2 km.

## Percorso
|      |                                                                                               |                                      |        |                |  |
| Tipo | Direzione                                                                                     | Direzione                            | Uscita | Strada europea |  |
|      | Thorne                                                                                        | Elsham                               |        |                |  |
|      | The SOUTH, Doncaster M18 (M1) - Doncaster (North) Services - The NORTH, Leeds, Hull M18 (M62) |                                      | 5      |                |  |
|      |                                                                                               | Bawtry A18 (A614)                    | 1      |                |  |
|      | Gainsborough A161                                                                             | Gainsborough, Goole A161             | 2      |                |  |
|      | Scunthorpe M181                                                                               | Scunthorpe West & Centre M181        | 3      |                |  |
|      | Lincoln A15, Scunthorpe A18                                                                   | Scunthorpe, Lincoln A15, Brigg A18   | 4      |                |  |
|      | Humber Bridge, Hull A15, Brigg, Airport A18                                                   | Humber Bridge, Hull A15, Airport A18 | 5      |                |  |